# Шумейко, Владимир Филиппович
Влади́мир Фили́ппович Шуме́йко (род. 10 февраля 1945, Ростов-на-Дону) — российский политический и государственный деятель, в начале 1990-х годов — один из близких сподвижников Б. Н. Ельцина.
1-й Председатель Совета Федерации ФС РФ I созыва с 1994 по 1996 год.

## Биография
Родился в Ростове-на-Дону в семье военнослужащего. Родители происходят из донских казаков.
Окончил среднюю школу № 47 города Краснодара. Окончил Краснодарский политехнический институт по специальности инженер-электрик (1972). Кандидат технических наук. Доктор экономических наук. Профессор
1963—1964 — слесарь-сборщик Краснодарского завода электроизмерительных приборов
1964—1967 — служил в армии (в группе советских войск в ГДР).
1968—1970 — слесарь-сборщик, инженер-конструктор Краснодарского завода электроизмерительных приборов
В 1970 г. поступил инженером на работу во Всесоюзный научно-исследовательский институт (ВНИИ) электроизмерительных приборов.
1973—1985 — старший инженер, ведущий инженер, заведующий лабораторией, начальник отдела ВНИИ электроизмерительных приборов. Кандидат технических наук (1981 г.).
1985—1990 — главный конструктор проекта, главный инженер, генеральный директор производственного объединения «Краснодарский завод измерительных приборов»
В 1985—1989 гг. — депутат Первомайского районного Совета народных депутатов г. Краснодара.
1990—1991 — заместитель председателя Комитета Верховного Совета РСФСР по вопросам экономической реформы и собственности, председатель Комиссии Совета Национальностей Верховного Совета РСФСР по культурному и природному наследию народов РСФСР
май — июнь 1991 — доверенное лицо кандидата на пост Президента РСФСР Б. Н. Ельцина
1991 — председатель Комиссии по законодательному обеспечению указов Президента РСФСР
1991—1992 — заместитель Председателя Верховного Совета РСФСР, председатель Комиссии ВС по предоставлению иностранным фирмам прав разработки нефтяных месторождений на сахалинском шельфе, председатель антикризисной комиссии ВС РФ
C июня по декабрь 1992 — первый заместитель Председателя Правительства РФ.
С декабрь 1992 по декабрь 1993 — первый заместитель Председателя Совета Министров — Правительства РФ.
С 5 октября по 22 декабря 1993 — Министр печати и информации Российской Федерации.
Январь 1994 — январь 1996 — председатель Совета Федерации Федерального Собрания РФ
В ноябре 1995 г. провозгласил создание политического движения «Российские реформы — новый курс» (с мая 1998 г. преобразованного в партию). Доктор экономических наук (1996 г.).
С августа 1997 г. — председатель совета директоров корпорации «Югра»
С января 1998 г. — председатель совета директоров Межрегиональной аукционно-биржевой корпорации «Русь»
С апреля 1998 г. — председатель совета директоров компании «Эвихон», разрабатывавшего совместно с известной корпорацией Shell (Шумейко сотрудничал с ней ещё с 1991) нефтяные месторождения Салыма.
В 1999 г. выдвигался кандидатом в депутаты Законодательного собрания Эвенкийского автономного округа. Однако в июле того же года был лишен регистрации в качестве кандидата Эвенкийским окружным судом.
В апреле 2007 года назначен директором Государственного учреждения Калининградской области «Представительство Калининградской области в городе Москве».

### Факты
При голосовании на съездах народных депутатов России Шумейко занимал позиции от центристских до радикально-демократических. С 1990 г. по 1991 г. (I—IV Съезды народных депутатов) входил в депутатскую группу «Коммунисты России». С осени 1991 г. (второй этап V Съезда) входил во фракцию «Промышленный союз». В марте 1992 г., к началу VI Съезда народных депутатов России, был одновременно членом двух фракций — «Радикальные демократы» и «Промышленный союз», довольно далеко отстоящих друг от друга. 14.05.1992 г. В. Ф. Шумейко стал членом депутатской группы «Реформа», которая официально не имела статуса фракции и объединяла депутатов из разных фракций, являвшихся сторонниками президента и правительства, но стремившихся избежать роспуска Съезда народных депутатов. На момент своего назначения (июнь 1992 г.) первым вице-премьером правительства В. Ф. Шумейко формально не входил ни в одну из фракций парламента.
В декабре 1991 года, являясь членом Верховного Совета РСФСР, проголосовал за ратификацию беловежского соглашения о прекращении существования СССР.

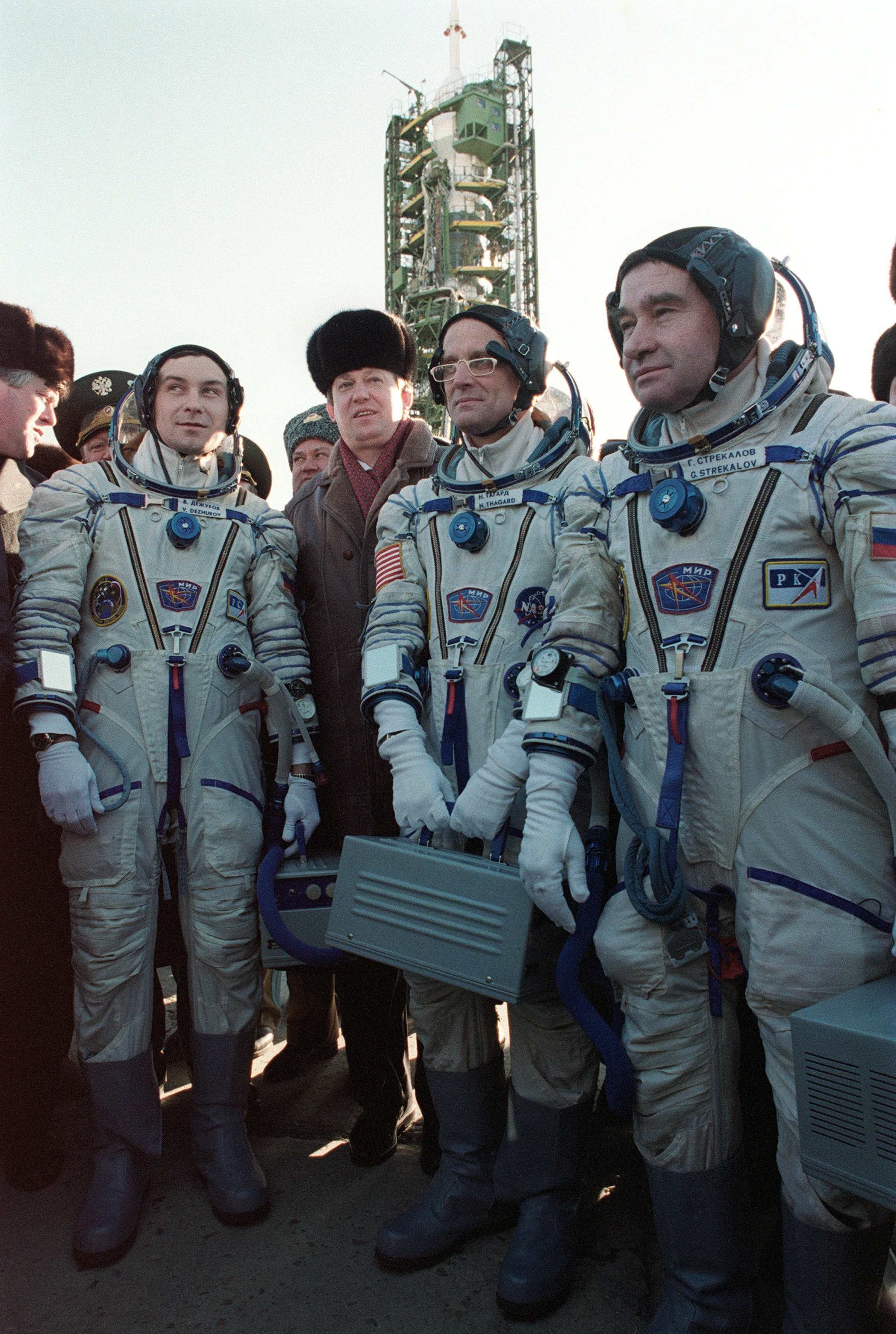
Владимир Шумейко с космонавтами на космодроме Байконур, 1995 г.

В мае 1993 оказался в центре скандала, когда вице-президент Александр Руцкой обвинил его в финансовых махинациях под прикрытием строительства в Подмосковье завода по производству детского питания. В ответ Шумейко обвинил в коррупции самого Руцкого. Следствие пыталось поставить В. Ф. Шумейко в вину то, что по его указанию государственная компания «Росагрохим» в 1992 г. перечислила 15 миллионов долларов на счет коммерческой фирмы «Теламон», из которых, по заключению экспертов Торгово-промышленной палаты, в неизвестном направлении исчезло 9,5 миллиона долларов. Генеральный прокурор РФ Валентин Степанков заявил, что «в действиях Владимира Шумейко усматриваются признаки должностного преступления». В июле 1993 года Верховный Совет Российской Федерации дал согласие на возбуждение уголовного дела против Шумейко как бывшего народного депутата России.
В начале сентября 1993 Ельцин временно отстранил Руцкого и Шумейко от занимаемых должностей (хотя действовавшая Конституция нормы об отстранении вице-президента президентом не содержала), а вскоре произошли октябрьские события 1993 года. Позднее пресс-секретарь президента Ельцина Вячеслав Костиков признавался, что упоминание в указе имени Шумейко было тактическим ходом: «Фактически Шумейко продолжал исполнять обязанности первого заместителя Председателя Совета Министров. Столь необычный прием был использован, чтобы смягчить восприятие указа оппозицией, которая в то время возлагала на А. Руцкого особые надежды… Было совершенно ясно, что указ направлен против Руцкого. Никакого ущерба Шумейко он не нанес».
12 декабря 1993 года Шумейко избран депутатом Совета Федерации РФ.
После событий сентября-октября 1993 года был назначен Министром печати и информации Российской Федерации. 14 октября 1993 года подписал приказ № 199 о запрете националистических СМИ. В приказе говорилось:

«Руководствуясь Указом Президента РФ № 1400 от 21.09.93, прекратить деятельность газет „День“, „Русское дело“, „Русское воскресенье“, „Русские ведомости“, „Русский пульс“, „Русский порядок“, „За Русь!“, „Наш марш“, „Националист“, „Русское слово“, „Московский трактир“, „Русский союз“, „К топору“, так как их содержание прямо направлено на призывы к насильственному изменению конституционного строя, разжиганию национальной розни, пропаганду войны, что стало одним из факторов, спровоцировавших массовые беспорядки, имевшие место в Москве в сентябре-октябре 1993 года.
Типографиям и издательским комплексам прекратить издание указанных газет»

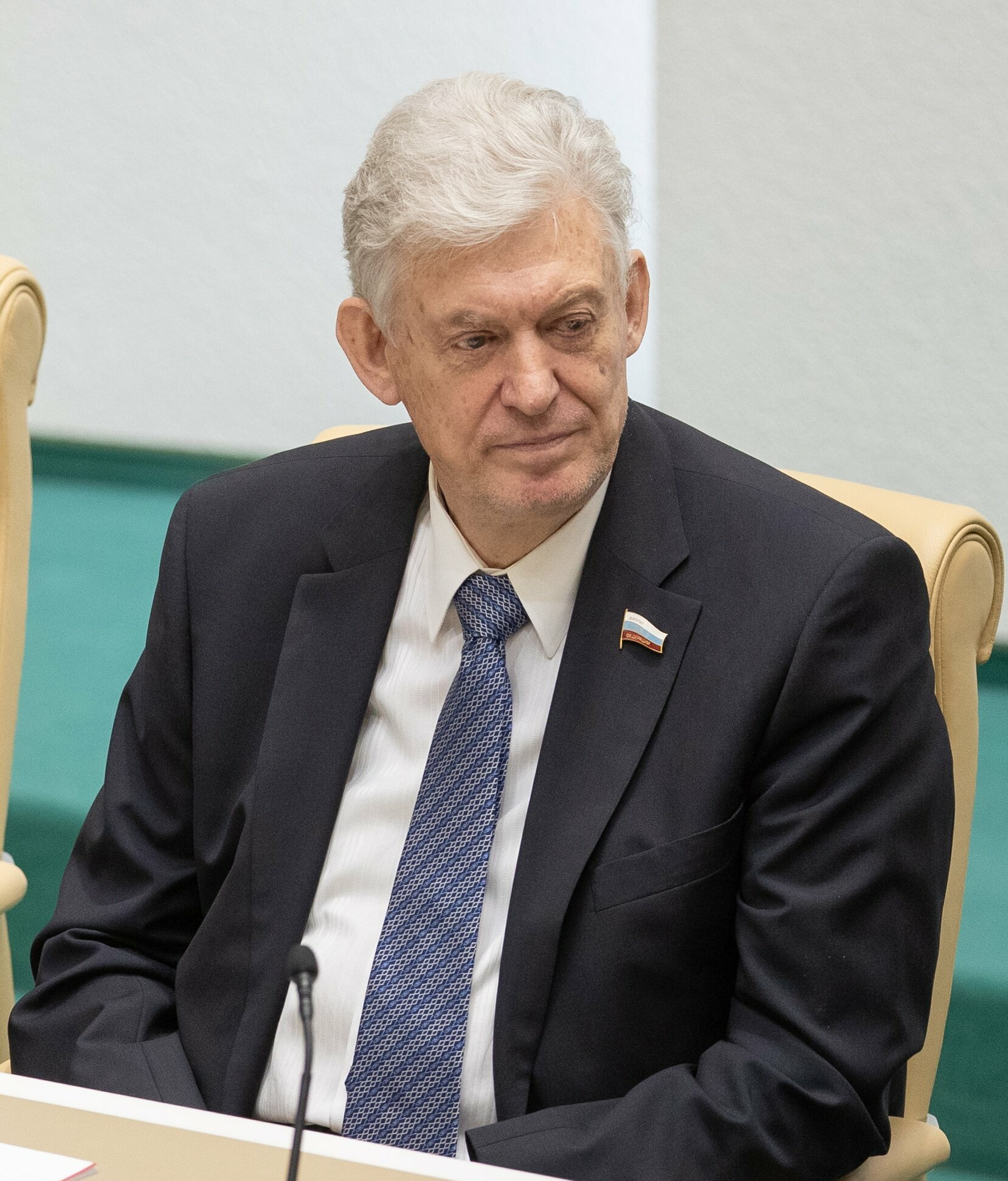
Владимир Шумейко в 2018 году, во время собрания в честь 25-летия Конституции Российской Федерации и Совета Федерации

Через два месяца после этого, в декабре 1993 года, Шумейко был избран депутатом Совета Федерации Федерального Собрания РФ от Калининградской области, а в январе 1994 года стал его первым председателем. На этом посту проявлял значительную политическую активность, выступив с несколькими громкими заявлениями.
В соответствии с занимаемой государственной должностью В. Ф. Шумейко в 1994—1996 годах был членом Совета безопасности РФ.
Был также председателем Межпарламентской ассамблеи стран СНГ (этот пост занимали и оба его преемника, Егор Строев и Сергей Миронов). Выступил инициатором подписания Бишкекского протокола (1994), призывающего прекратить огонь в Нагорном Карабахе. Имя Шумейко в этот период фигурировало и в нескольких финансовых скандалах. После изменения в конце 1995 года принципов формирования Совета Федерации (который стал по должности состоять из губернаторов и председателей региональных дум) Шумейко перестал быть его депутатом и сложил председательские полномочия в начале 1996 года.
В дальнейшем он создал собственное общественное движение «Реформы — Новый курс» с неясной программой, а о своих перспективах в правительстве сказал в одном из интервью словами из «Мастера и Маргариты»: «никогда и ничего не просите! Никогда и ничего, и в особенности у тех, кто сильнее вас. Сами предложат и сами всё дадут!» Никакого поста Шумейко, однако, не получил.
В 2005 Шумейко допрашивался Генеральной прокуратурой РФ по поводу продажи известному олигарху Михаилу Фридману государственной дачи «Сосновка-3» в 2002 году в полную собственность, в чём принимала участие компания «Эвихон», к тому времени возглавляемая Фридманом (сам Шумейко живёт на соседней госдаче «Сосновка-1»).
В 2015 году в интервью Радио Вера признался: «Чем занимаюсь? Внуками занимаюсь, семьёй занимаюсь, 70 лет уже, хватит заниматься всем остальным».

## Награды
- Орден Почёта (7 февраля 2025 года) — за достигнутые трудовые успехи и многолетнюю добросовестную работу[19].
- Орден «За заслуги перед Калининградской областью» (5 марта 2010 года) — за особые заслуги перед Калининградской областью[20].
- Благодарность Президента Российской Федерации (25 июля 1996 года) — за активное участие в организации и проведении выборной кампании Президента Российской Федерации в 1996 году[21].
- Орден «Содружество» (25 марта 2002 года, Совет Межпарламентской Ассамблеи государств — участников Содружества Независимых Государств) — за активное участие в деятельности Межпарламентской Ассамблеи и её органов, вклад в укрепление дружбы между народами государств — участников Содружества[22].
- Медаль «МПА СНГ. 25 лет» (27 марта 2017 года, Межпарламентская ассамблея СНГ) — за заслуги в деле развития и укрепления парламентаризма, за вклад в развитие и совершенствование правовых основ функционирования Содружества Независимых Государств, укрепление международных связей и межпарламентского сотрудничества[23].